# Karl Gustaf Brunnberg
Karl Gustaf Adolf Brunnberg, född 15 januari 1867 i Hagby församling, Uppsala län, död 15 juni 1931 i Persberg, Färnebo församling, Värmlands län, var en svensk industriman.
Brunnberg genomgick Tekniska högskolans avdelning för bergsvetenskap och tjänstgjorde därefter vid olika befattningar i Grängesbergsgruvorna 1899–1907, där han införde betydande tekniska nyheter, bland annat magasins- och skivbrytning. 1908–1912 var han disponent vid Persbergs gruv AB i Värmland, vilket bolag 1913 förenades med angränsande gruvföretag i Filipsbergs bergslags gemensamma förvaltning med Brunnberg som chef. För den värmländska gruvindustrins modernisering blev Brunnbergs insatser betydande. Han utgav bland annat Persbergs gruv-ab. 1866–1920.